# Tonight (Anna)
Tonight è un singolo della rapper italiana Anna, pubblicato il 20 settembre 2024 come quinto estratto dal suo primo album in studio Vera Baddie.

## Tracce
Testi di Anna Pepe, musiche di Nicolò Pucciarmati e Francesco Turolla.
1. Tonight – 2:55

## Classifiche
| Classifica (2024) | Posizione massima |
| ----------------- | ----------------- |
| Italia            | 36                |